# La Calbe
La Calbe est un sommet des Pyrénées françaises situé dans le département de l'Ariège en région Occitanie.

## Géographie

### Topographie
Situé sur la commune de Gestiès, dans le département de l'Ariège, ce sommet domine la vallée de Siguer. Il culmine à 2 185 m d'altitude. Le sommet est situé à l'intersection des combes de Coume Sarclade, au-dessus de la jasse de Peyriguels et de celle du ruisseau du Larnoum, au nord-ouest du pic de Baljésou.
Ce vaste sommet débonnaire est une couche (ou « couchade ») régulière pour les troupeaux qui montent en estive sur ce quartier de montagne.
La Calbe est située dans le périmètre du parc naturel régional des Pyrénées ariégeoises.
Sur le petit plateau au sommet de la Calbe on peut trouver un cairn et la ruine d'un ancien abri de bergers.
Au pied de la Calbe, sur le versant ouest où coulent le torrent de la Fount Cendrasse, se trouve une ancienne source captée.

### Géologie
Il s'agit d'un vaste sommet débonnaire aux formes arrondies.